# Outlandos d'Amour
| 전문가 평가                   | 전문가 평가 |
| 평가 점수                     | 평가 점수   |
| 출처                          | 점수        |
| ----------------------------- | ----------- |
| AllMusic                      | [ 2 ]       |
| Chicago Tribune               | [ 3 ]       |
| The Rolling Stone Album Guide | [ 4 ]       |
| The Sacramento Bee            | [ 5 ]       |
| Smash Hits                    | 7/10        |
| Sounds                        | [ 7 ]       |
| Spin Alternative Record Guide | 7/10        |
| Tiny Mix Tapes                | 4/5         |
| Uncut                         | [ 10 ]      |
| The Village Voice             | B+          |

《Outlandos d'Amour》는 1978년 11월 2일, A&M 레코드가 발매한 영국의 록 밴드 폴리스의 데뷔 스튜디오 음반이다. 리드 싱글 〈Roxanne〉의 성공에 힘입어, 《Outlandos d'Amour》는 영국 음반 차트에서 6위, 빌보드 200에서 23위로 정점을 찍었다. 이 음반은 두 개의 히트 싱글인 〈Can't Stand Losing You〉와 〈So Lonely〉를 발매했다.
《Outlandos d'Amour》는 발매와 동시에 엇갈린 평가를 받았지만, 그 이후로 가장 강력한 데뷔 음반 중 하나로 여겨지고 있다. 《롤링 스톤》은 이 음반을 역대 38위, 역사상 가장 위대한 음반 500장 중 428위로 선정했다.

## 배경 및 녹음
매니저인 마일스 코플랜드 (드러머 스튜어트 코플랜드의 형)로부터 빌린 1,500 파운드의 예산으로 폴리스는 6개월에 걸쳐 서리 사운드 스튜디오에서 《Outlandos d'Amour》를 간헐적으로 녹음했고, 스튜디오가 자유 시간이나 다른 밴드의 세션이 취소될 때마다 밴드를 녹음했다. 마일스 코플랜드는 녹음 완료 후 서리 사운드에 2,000 파운드를 지불하기로 약속했지만, 훨씬 후에야 전액 지불했다.
마일스는 녹음 중에 가끔 스튜디오를 방문했고, 밴드로부터 들은 것에 격한 조롱으로 반응했다. 그러나 〈Roxanne〉의 말을 들은 그는 반대 반응을 보였고, 다음날 A&M 레코드로 녹음을 가져갔고, 그곳에서 음반사를 설득하여 싱글 음반으로 발매했다. 비록 싱글 차트 작성에는 실패했지만, A&M은 〈Can't Stand Losing You〉로 밴드에 두 번째 기회를 주기로 동의했다. 처음에 A&M은 밴드가 개선된 믹스를 만들 것을 제안했지만, 다섯 번의 시도 후에 밴드의 믹스를 개선할 수 없다는 것을 인정했고, 싱글을 위한 오리지널 믹스를 출시했다. 이 음반이 밴드의 첫 번째 히트곡이 되었을 때, 음반사는 그 당시 완성된 음반의 발매를 빠르게 승인했다.
마일스는 원래 이 음반의 이름을 《Police Brutality》라고 짓고 싶었다. 하지만, 〈Roxanne〉를 듣고 밴드를 위해 더 로맨틱한 이미지를 구상한 후, 그는 대신 《Outlandos d'Amour》를 제안했다. 이 제목은 "Outlaws of Love"(사랑의 법칙)를 프랑스어로 느슨하게 번역한 것으로, 첫 단어는 "outlaws"와 "commandos"의 합성어이며, "of love"를 의미하는 "d'Amour"이다.

## 음악 및 가사
《Outlandos d'Amour》는 레게, 팝, 그리고 결국 밴드의 결정적인 사운드가 될 다른 요소들을 통합하는 동안 펑크의 영향들에 의해 지배된다. 이것은 본질적으로 러브송임에도 불구하고 오프닝 곡인 〈Next to You〉에서 분명히 드러난다. 스튜어트 코플랜드와 기타리스트 앤디 서머스는 처음에는 가사가 그 당시 그들의 스타일에 충분히 공격적이거나 정치적인 것이 아니라고 생각했지만, 베이시스트이자 보컬리스트인 스팅은 그 노래를 있는 그대로 유지하는데 단호했다. 〈Next to You〉는 서머스의 슬라이드 기타 솔로를 포함하고 있는데, 코플랜드는 처음에 이를 "올드 웨이브"라고 일축했다.
두 번째 트랙은 레게의 영향을 받은 〈So Lonely〉이다. 스팅은 밥 말리의 〈No Woman, No Cry〉를 이 곡의 음악적 기반으로 사용했다고 말했으며, 구절의 가사는 그가 초기 밴드인 라스트 엑시트에서 원래 작곡한 곡인 〈Fool in Love〉의 가사를 재활용했다. 마음이 아파 외로워하는 사람을 소재로 한 이 노래 자체가 밴드 청취자들의 큰 부분에서 아이러니하게 보였다. 스팅은 이 감정에 동의하지 않았다. "아니, 아이러니는 전혀 없습니다. 바깥에서 보면 이 모든 관심에 둘러싸여 있지만 최악의 외로움을 경험하는 것은 좀 이상하게 보일지도 모릅니다... 하지만 전 그래요. 그리고 나서 30분 후에 갑자기 관심이 사라집니다. 당신은 너무 고립되어 있습니다요..."

## 곡 목록
모든 곡들은 특별한 언급이 없는 한 스팅에 의해 작사/작곡하였다.
| #  | 제목                | 작사·작곡               | 재생 시간 |
| -- | ------------------- | ----------------------- | --------- |
| 1. | 〈Next to You〉     |                         | 2:55      |
| 2. | 〈So Lonely〉       |                         | 4:50      |
| 3. | 〈Roxanne〉         |                         | 3:12      |
| 4. | 〈Hole in My Life〉 |                         | 4:55      |
| 5. | 〈Miss Gradenko〉   | 스팅, 스튜어트 코플랜드 | 4:02      |

| #   | 제목                       | 작사·작곡         | 재생 시간 |
| --- | -------------------------- | ----------------- | --------- |
| 6.  | 〈Can't Stand Losing You〉 |                   | 2:59      |
| 7.  | 〈Truth Hits Everybody〉   |                   | 2:55      |
| 8.  | 〈Born in the '50s〉       |                   | 3:45      |
| 9.  | 〈Be My Girl—Sally〉       | 스팅, 앤디 서머스 | 3:24      |
| 10. | 〈Masoko Tanga〉           |                   | 5:42      |

## 인증
| 국가                                                  | 인증     | 판매량/출하량 |
| ----------------------------------------------------- | -------- | ------------- |
| 오스트레일리아 (ARIA)                                 | 골드     | 20,000^       |
| 캐나다 (뮤직 캐나다)                                  | 플래티넘 | 100,000^      |
| 프랑스 (SNEP)                                         | 플래티넘 | 400,000*      |
| 독일 (BVMI)                                           | 골드     | 250,000^      |
| 네덜란드 (NVPI)                                       | 플래티넘 | 100,000^      |
| 영국 (BPI)                                            | 플래티넘 | 300,000^      |
| 미국 (RIAA)                                           | 플래티넘 | 1,000,000^    |
| *판매량을 기반으로 한 인증 ^출하량을 기반으로 한 인증 |          |               |